# Ebnether Keller
Koordinaten: 50° 9′ 41,5″ N, 11° 14′ 25,7″ O
Die Ebnether Keller oder auch Ebnether Felsenkeller sind eine Vielzahl von in Sandstein gemeißelten Felsenkellern im Hangwald westlich des Burgkunstadter Ortsteils Ebneth. Sie sind im Bayerischen Geotopkataster seit mehr als 40 Jahren als Naturdenkmal unter der Nummer 478G002 sowie als geowissenschaftlich bedeutend registriert.

## Lage
Die Ebnether Keller befinden sich auf 430 m ü. NN am oberen Ende eines vollständig bewaldeten Hangs, des sogenannten Klingensteigs, etwa 250 Meter westlich der Ortsdurchfahrtsstraße von Ebneth. Unmittelbar vor Beginn des großen Hochplateaus mit den Orten Ebneth und Hainweiher ist die Rhätolias-Sandsteinstufe gut aufgeschlossen, also weitestgehend frei von pflanzlichem Bewuchs. In diese Steinschicht im Burkersdorfer Rhätolias-Hügelland sind die Felsenkeller eingelassen. Der dortige Rhätolias-Sandstein stammt aus dem Oberen Keuper.

## Beschreibung
Die Keller befinden sich auf einem etwa 250 m langen und 50 m breiten Areal mit etwa 5 m über dem Bodenniveau herausragenden Felsen. Die Sandsteinsichtstufe zerfällt bei den Kellern entlang weitgeöffneter Klüfte in über 1000 große Felsblöcke. Das Areal wird daher auch als Felsenlabyrinth bezeichnet. Zwischen den Felsenkellern gibt es mit der Jakobs- und der Franzenshöhle zwei natürliche Höhlen. In einem großen Felsblock im östlichen Teil der Keller ist an der Seite eine Treppe und auf der flachen Spitze eine Opfermulde eingemeißelt. Der Felsblock wird in esoterischen Kreisen als „Heilstein für Frauenleiden“ gedeutet. In vorgeschichtlicher Zeit wurde das zerklüftete Felsenareal vermutlich schon von den Kelten besiedelt.

## Nutzung
Die Keller wurden vermutlich bereits um 1790 in den Fels getrieben und dienten bis Mitte des 20. Jahrhunderts zum Lagern von Bier und Lebensmitteln. Heutzutage werden sie teilweise noch als Lager- und Stauraum genutzt. In vergangenen Jahrhunderten diente das Areal auch als Freizeitort und Sommerkeller mit einer Freikegelbahn und einem Schießstand für die örtliche Bevölkerung.
Regional sehr bekannt sind die Ebnether Felsenkeller zudem durch das Ebnether Kellerfest, ein kleines Volksfest, zu dem alljährlich am Vatertag bei den Kellern Biergarnituren aufgestellt, Bier von der Brauerei Günther ausgeschenkt und diverse Essensstände aufgebaut werden. Das erste Kellerfest wurde am 31. Mai 1973 ausgerichtet; es wird seitdem bis auf wenige Ausnahmen von der Freiwilligen Feuerwehr Ebneth-Hainweiher veranstaltet. Der Erlös wird in der Regel für gemeinnützige Zwecke und Feuerwehrausrüstungsgegenstände verwendet.

## Sage
Über die Jakobs- und Franzenshöhle existiert eine vom damaligen Ebnether Dorflehrer August Wippenbeck um 1930 aufgeschriebene Sage. Demnach hausten in den Höhlen um das Jahr 1576 zwei Räuberbrüder namens Jakob und Franz. Eines Tages wurde die eine Höhle vom Förster des Marschalks von Ebneth entdeckt und aufgrund von in den Tagen davor verschwundenen Sachgütern der Ebnether als Diebeshöhle identifiziert. Der Förster berief daraufhin zusammen mit dem Marschalk einen Kriegsrat ein und lauerte vor der Höhle, bis der Dieb von seinem Streifzug zurückkam. In Kampf mit ihm starben zwei Ebnether und er selbst. Aufgeschreckt durch den Lärm verließ der Bruder des Diebes seine benachbarte Höhle, konnte gestellt werden und wurde ebenfalls umgebracht. Zur Erinnerung an dieses Ereignis wurden die beiden Höhlen nach den Räubern Jakobs- und Franzenshöhle benannt.

## Bilder

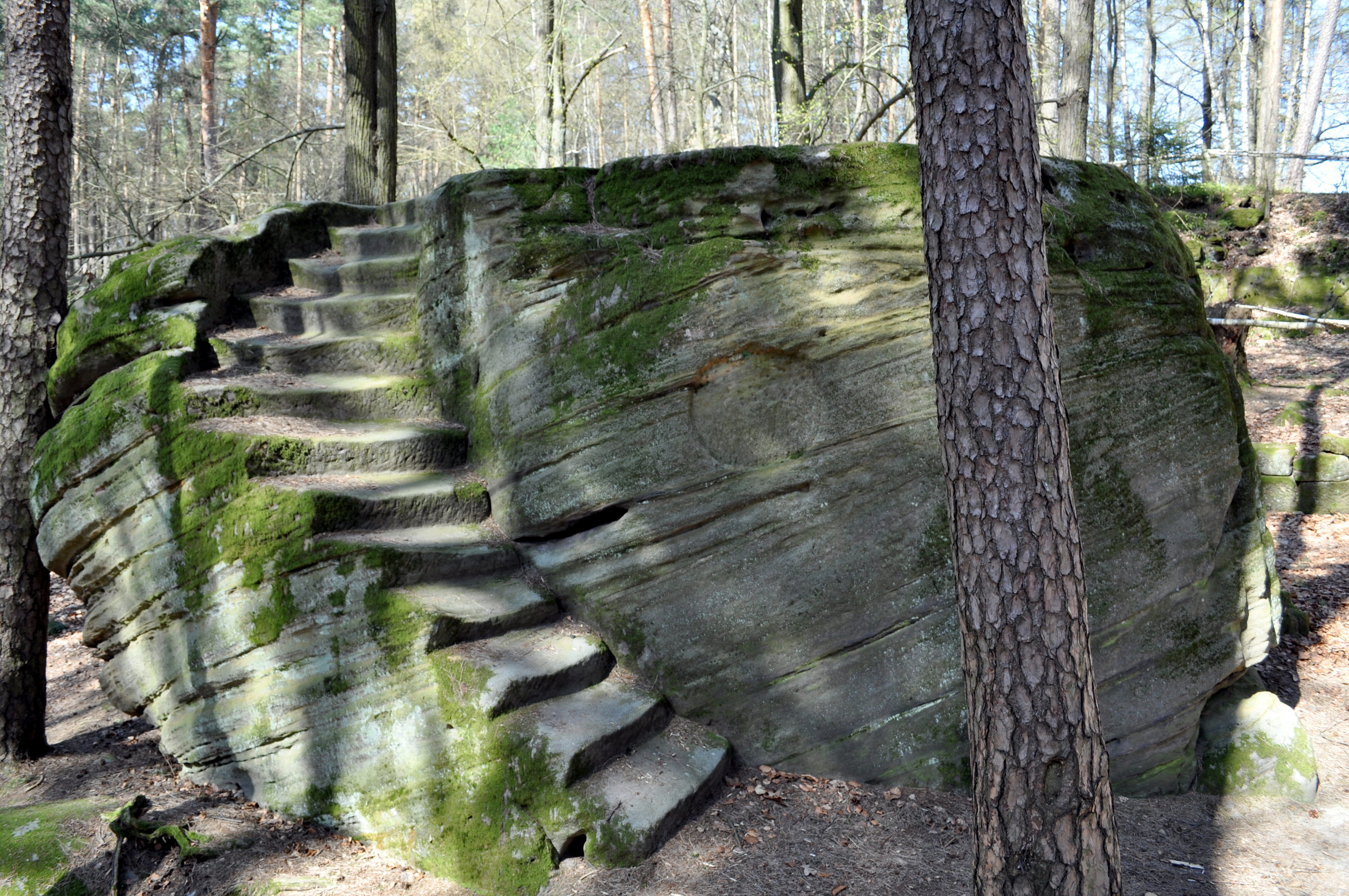
Der Felsblock mit Treppe, dem auch gelegentlich eine esoterische Heilwirkung zugeschrieben wird
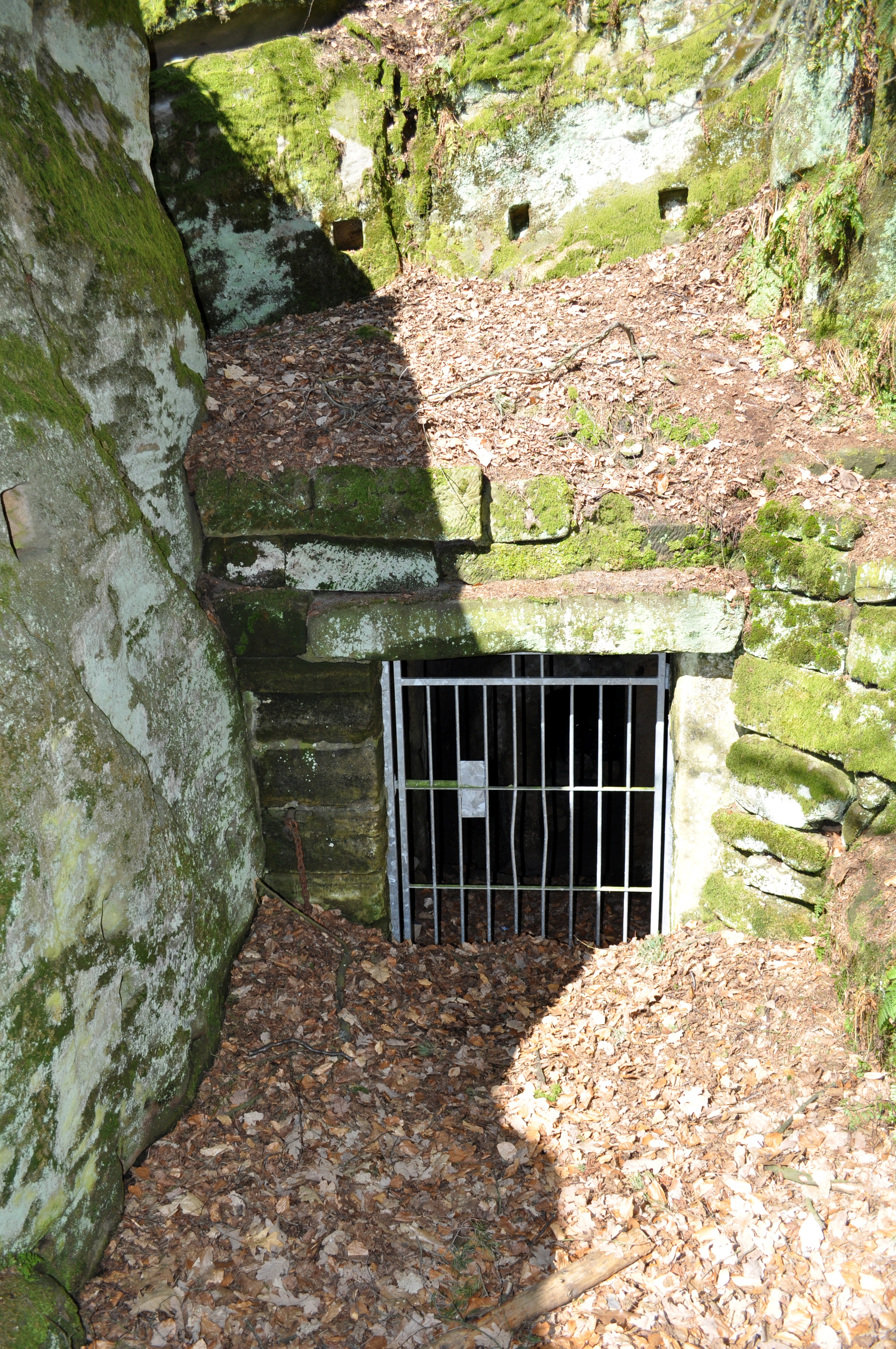
Vergitterter Eingang eines Felsenkellers
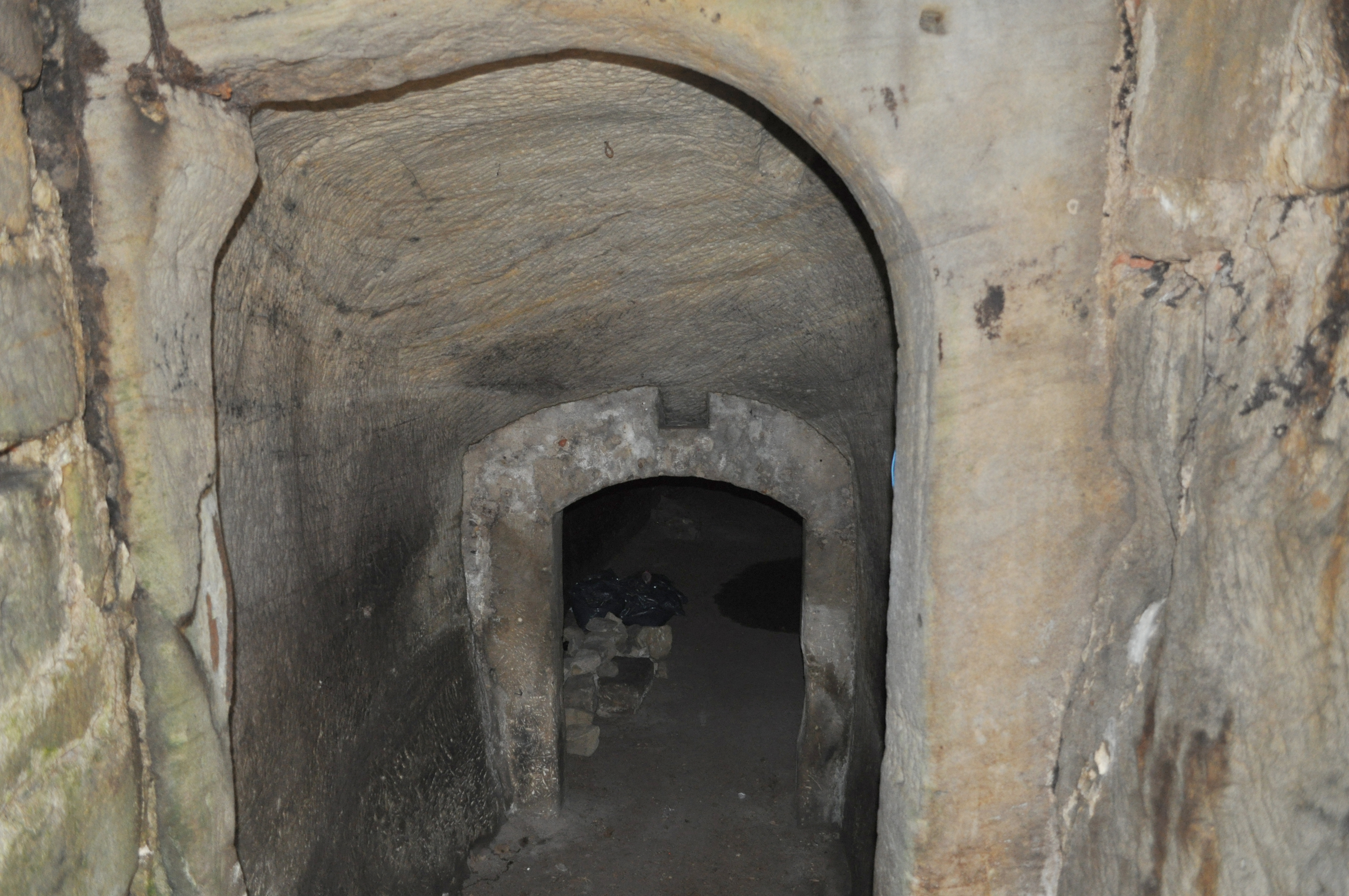
Blick in einen der Ebnether Keller. Gut ist zu erkennen, wie der Gang nach unten durch den massiven Stein gemeißelt wurde
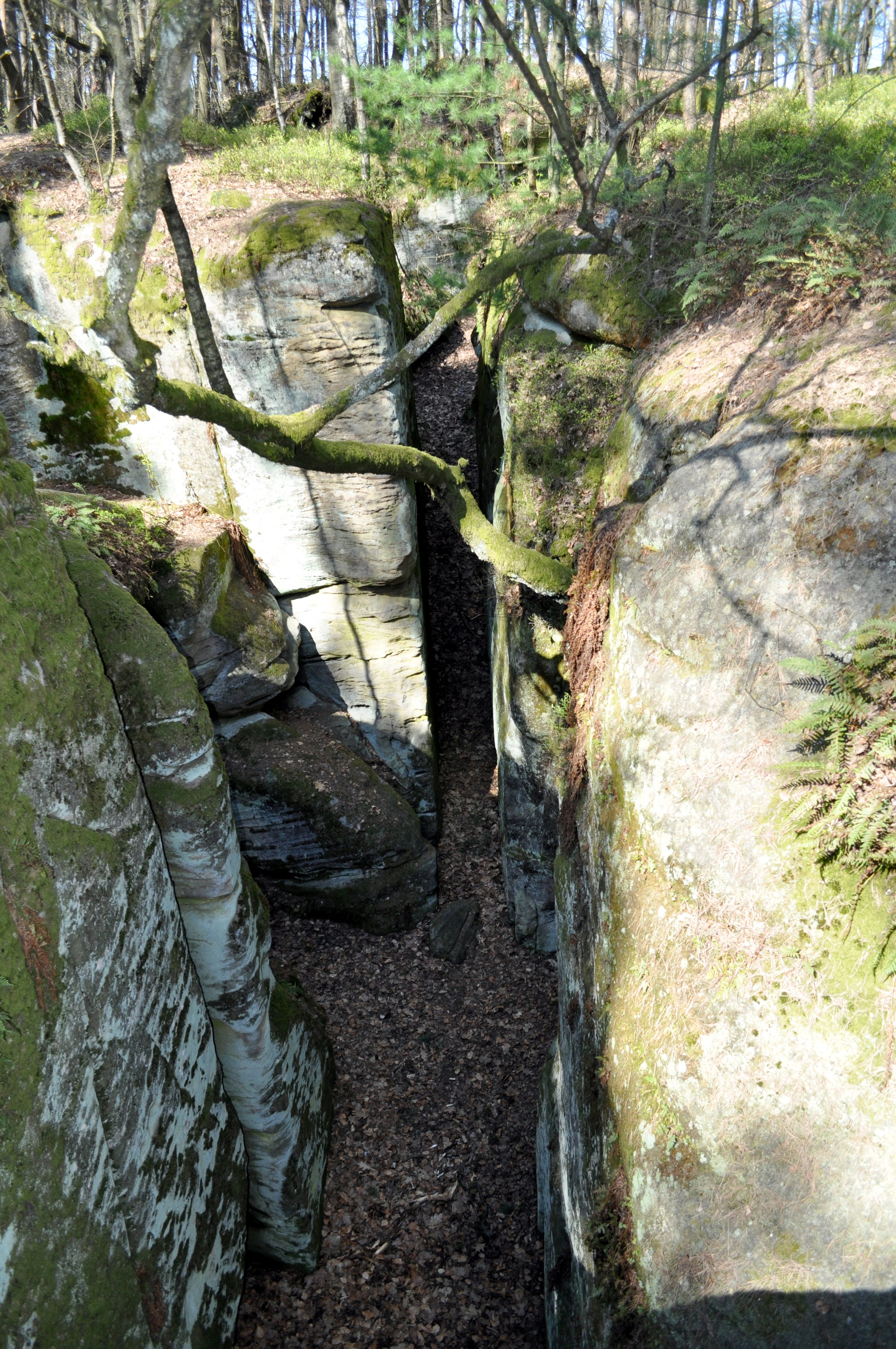
Felsformation im sogenannten Felsenlabyrinth
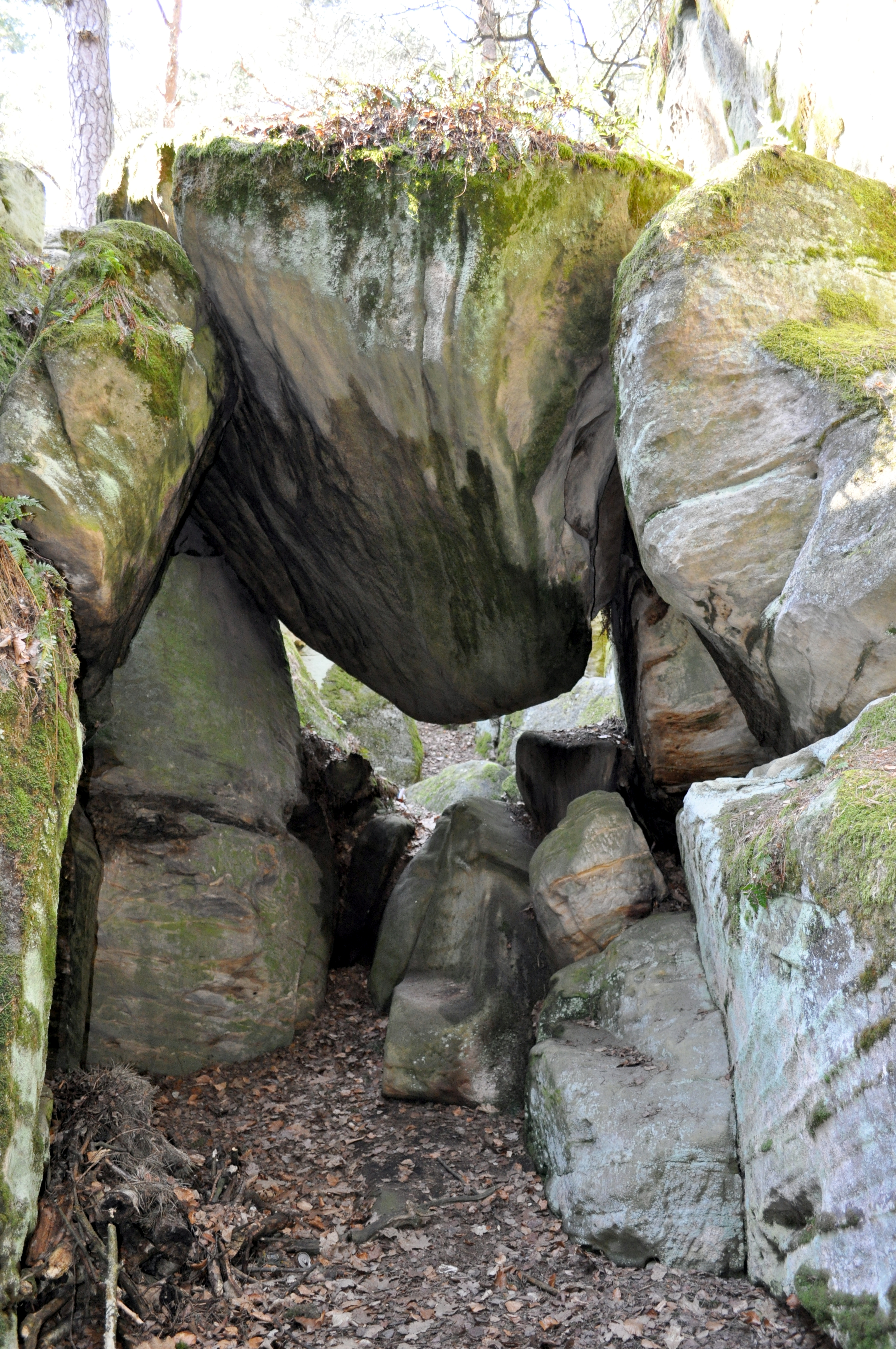
Felsformation im sogenannten Felsenlabyrinth